# Wolf-Lundmark-Melotte
Wolf-Lundmark Melotte (WLM, DDO 221, UGCA 444) és una galàxia irregular descoberta el 1909 per l'astrònom Max Wolf i que està situada en un extrem del Grup Local. Es pot observar, amb ajuda d'un telescopi, en la direcció de la constel·lació de la Balena; és força allargada, però bastant més petita que la Via Làctia o la galàxia d'Andròmeda. El descobriment que es tractava realment d'una galàxia s'atribueix a Lundmark i Melotte el 1926.